# Голосов, Рудольф Александрович
Рудольф Александрович Голосов (14 ноября 1927, с. Устье, Тверская губерния — 28 мая 2022, Москва) — советский военный моряк-подводник, Герой Советского Союза (4.11.1978). Вице-адмирал (25.10.1979). Кандидат военно-морских наук (1990), профессор (1990), член-корреспондент РАЕН (1992).

## Биография
С 1933 года семья Голосовых жила в Москве. В начале Великой Отечественной войны был эвакуирован с бабушкой и своими братьями и сёстрами в Свердловск (отец был призван в Красную Армию и погиб на фронте, мать работала на оборонном заводе и эвакуации не подлежала). Окончил 7 классов средней школы, в 1944 году — 2-ю Ленинградскую военно-морскую специальную школу (в то время действовала в эвакуации в городе Тара Омской области), в 1945 году — Ленинградское военно-морское подготовительное училище с золотой медалью.
В ВМФ СССР с сентября 1945 года. В 1949 году окончил с отличием Высшее военно-морское училище им. М. В. Фрунзе. Направлен для прохождения службы на Северный флот, где в ноябре 1949 года назначен командиром БЧ-1 дизельной «средней подводной лодки» «С-25». А вскоре совершил свой первый дальний поход, когда в октябре 1950 года в составе экспедиции особого назначения ЭОН-52 группа из трёх подводных лодок перешла с Северного флота на 7-й ВМФ Северным морским путём за одну навигацию. На Тихом океане продолжал служить на той же ПЛ, в апреле 1951 года — стал помощником командира, а в апреле 1952 года — старшим помощником командира корабля. В 1950 году вступил в ВКП(б).
В 1954 году окончил с отличием командное отделение Высших специальных классов подводного плавания при 1-м Высшем военно-морском училище подводного плавания (с отличием). В апреле 1954 года стал командиром малой ПЛ «М-273». А в феврале 1955 года переведён командиром новейшей средней ПЛ «С-145» проекта 613 (базировалась на Владивосток), оказался самым молодым командиром подводной лодки на Тихоокеанском флоте.
В ноябре — декабре 1955 года, командуя ПЛ «С-145», выполнил уникальный поход в Японском море на полную автономность, в течение месяца без всплытия в надводное положение. Для дизельной ПЛ это сложнейшая задача, которую раньше Тихоокеанский флот не решал. Однажды при всплытии лодка чуть было не попала под таран огромного транспорта. Спасла мгновенная реакция командира — «С-145» успела срочно уйти на глубину. Поход прошёл успешно. Молодой командир за этот поход получил свою первую награду — орден Красной Звезды.
В мае 1957 года командирован на Северный флот, где принял под командование большую подводную лодку «Б-72» проекта 611. В декабре 1957 года на «Б-72» во второй раз прошёл по Северному морскому пути, приведя корабль на Тихоокеанский флот. С 27 ноября 1958 по 26 марта 1959 года выполнил сложнейшее плавание ПЛ «Б-72» в южную часть Тихого океана для выполнения гравиметрических измерений. Имея штатную автономность плавания 75 суток, ПЛ непрерывно находилась в Тихом океане 120 суток, пройдя 20120 миль. За этот поход стал кавалером ордена Красного Знамени.
С октября 1959 — начальник штаба, с августа 1960 — командир 125-й бригады средних ПЛ ТОФ (Камчатка). С июня 1961 по сентябрь 1962 года — заместитель командира 29-й дивизии ракетных ПЛ Тихоокеанского флота. Затем направлен учиться в академию.
В 1965 году окончил с золотой медалью Военно-морскую академию. С июля 1965 года — начальник штаба 29-й дивизии ракетных ПЛ ТОФ. С октября 1966 по июль 1969 года — начальник штаба 15-й эскадры ПЛ ТОФ.
В 1971 году окончил с отличием и золотой медалью Военную академию Генерального штаба ВС СССР имени К. Е. Ворошилова. С июля 1971 года — командир 11-й дивизии атомных ракетных ПЛ Северного флота. Контр-адмирал (1971). В должности командира дивизии и в качестве руководителя походного штаба провёл уникальный поход отряда, состоявшего из двух атомных ПЛ «К-201» и «К-314» Северного флота и трёх только что построенных надводных кораблей Балтийского флота (БПК «Маршал Ворошилов», экспедиционное океанографическое судно «Башкирия» и плавучая мастерская «ПМ-129»). Маршрут протяжённостью 26 700 миль пролегал через Атлантику, вокруг Африки, через Индийский океан (с визитом в порт Бербера дружественного в то время Сомали), Малаккский и Сингапурский проливы, Южно-Китайское море, через пролив Баши в Тихий океан и далее — на Камчатку.  Переход занял 107 суток и длился с 20 января по 7 мая 1974 года. За этот поход Рудольф Голосов был награждён транзисторным радиоприёмником. Уже этот поход (без надводных кораблей) планировался и готовился по северному пути, но из-за тяжёлой ледовой обстановки в Чукотском море был отменён.
В ходе стратегических военно-морских учений «Океан-75» отлично руководил действиями группировки АПЛ в центральной части Атлантического океана.
С августа 1974 года — начальник штаба 1-й флотилии АПЛ Северного флота, с апреля 1978 года — командующий 1-й флотилией ПЛ СФ. Под его командованием в августе—сентябре 1978 года был организован и успешно реализован первый в стране и в истории подводных сил переход под арктическими льдами тактической группы АПЛ «К-212» (командир капитан 3-го ранга А. А. Гусев) и «К-325» проекта 670 (командир капитан 2-го ранга В. П. Лушин). Штаб командира тактической группы Р. А. Голосова находился на борту «К-325». Первоначально маршрут должен был пройти по меридианам 0° и 180° через Северный полюс, однако Р. Голосов предложил и обосновал обладающий рядом преимуществ маршрут вдоль 83-й параллели северной широты до Чукотского моря. Значительным новшеством было предложение двигаться подо льдом двум лодкам одновременно, а не поочерёдно, как во всех предыдущих переходах, когда вторая подводная лодка начинала переход лишь после всплытия первой лодки на открытой воде близ Берингова пролива. Такой подход позволил сэкономить время и ресурсы на переходе, а также обеспечивал оказание взаимопомощи при нештатных ситуациях.
Корабли прошли из Баренцева моря северными морями через Берингов пролив в Тихий океан, пройдя часть пути под вековыми льдами, отрабатывая при этом взаимодействие без всплытия. Корабли прошли 4 570 морских миль, из них в подводном положении 3 620 миль, а подо льдами — 1 760 миль.
Указом Президиума Верховного Совета СССР от 4 ноября 1978 года за успешное выполнение ответственного задания и проявленные при этом отвагу и мужество контр-адмиралу Голосову Рудольфу Александровичу присвоено звание Героя Советского Союза с вручением ордена Ленина и медали «Золотая Звезда» (№ 11305). Впоследствии пройденный лодками группы Голосова маршрут был отработан следующими поколениями подводников и их лодок и стал штатным способом перевода атомных подводных лодок между Северным и Тихоокеанским флотами.
С февраля 1980 года — начальник штаба — первый заместитель командующего Тихоокеанским флотом. По стечению обстоятельств не попал на самолёт, потерпевший 7 февраля 1981 года катастрофу в г. Пушкин Ленинградской области; в этой катастрофе погибло практически всё руководство Тихоокеанского флота. Рудольф Голосов с разрешения командующего флотом вылетел раньше утром 7 февраля вместе с североморцами для того чтобы навестить родственников на Севере.
С июля 1983 года — начальник кафедры оперативного искусства ВМФ Военной академии Генерального штаба ВС СССР. Защитил кандидатскую диссертацию в феврале 1990 года.
С ноября 1990 года — в запасе. Продолжил работу в Военной академии Генерального штаба ВС РФ, где получил учёное звание профессора (28.01.1991). Был избран членом-корреспондентом Российское академии естественных наук в секции «Геополитика и безопасность» (20.05.1992). Автор ряда научно-исследовательских работ, а также мемуаров. Активно занимался общественной деятельностью в ряде организаций ветеранов ВМФ.
Умер 28 мая 2022 года в Москве.

## Награды
- Герой Советского Союза (04.11.1978)
- Орден Почёта (Российская Федерация[14])
- Орден Ленина (04.11.1978)
- Орден Красного Знамени (23.07.1959)
- Орден Красной Звезды (30.12.1956)
- ордена «За службу Родине в Вооружённых Силах СССР» 3-й (04.03.1975) и 2-й (1989) степеней
- Медаль «За боевые заслуги»
- Ряд других медалей СССР и РФ
- Именное оружие (1977)

иностранные награды
- Медаль «40 лет Победы над гитлеровским фашизмом» (Болгария, 16.05.1985)
- Медаль «60 лет Вооружённым силам МНР» (Монголия, 29.12.1981)
- Медаль «30-я годовщина Революционных Вооружённых сил Кубы» (Куба, 24.11.1986)

## Сочинения
- Голосов Р. А. Продуть балласт! Полвека служения подводному флоту. — М.: РОССПЭН, 2007. — 363 с. — ISBN 5-8243-0796-2.
- Голосов Р. А. Рифмованные строки. — М., 2008[15].